# Ferenc Széchenyi
Ferenc (Franz) Széchényi av Sárvár-Felsővidék, född den 29 april 1754, död den 13 december 1820, var en ungersk greve och patriot, far till István Széchenyi.
Trots att han tillhörde en familj inom den ungerska högadeln, som traditionellt var lojal gentemot huset Habsburg, var Ferenc Széchényi en upplysningsman och föregångare till reformeran.

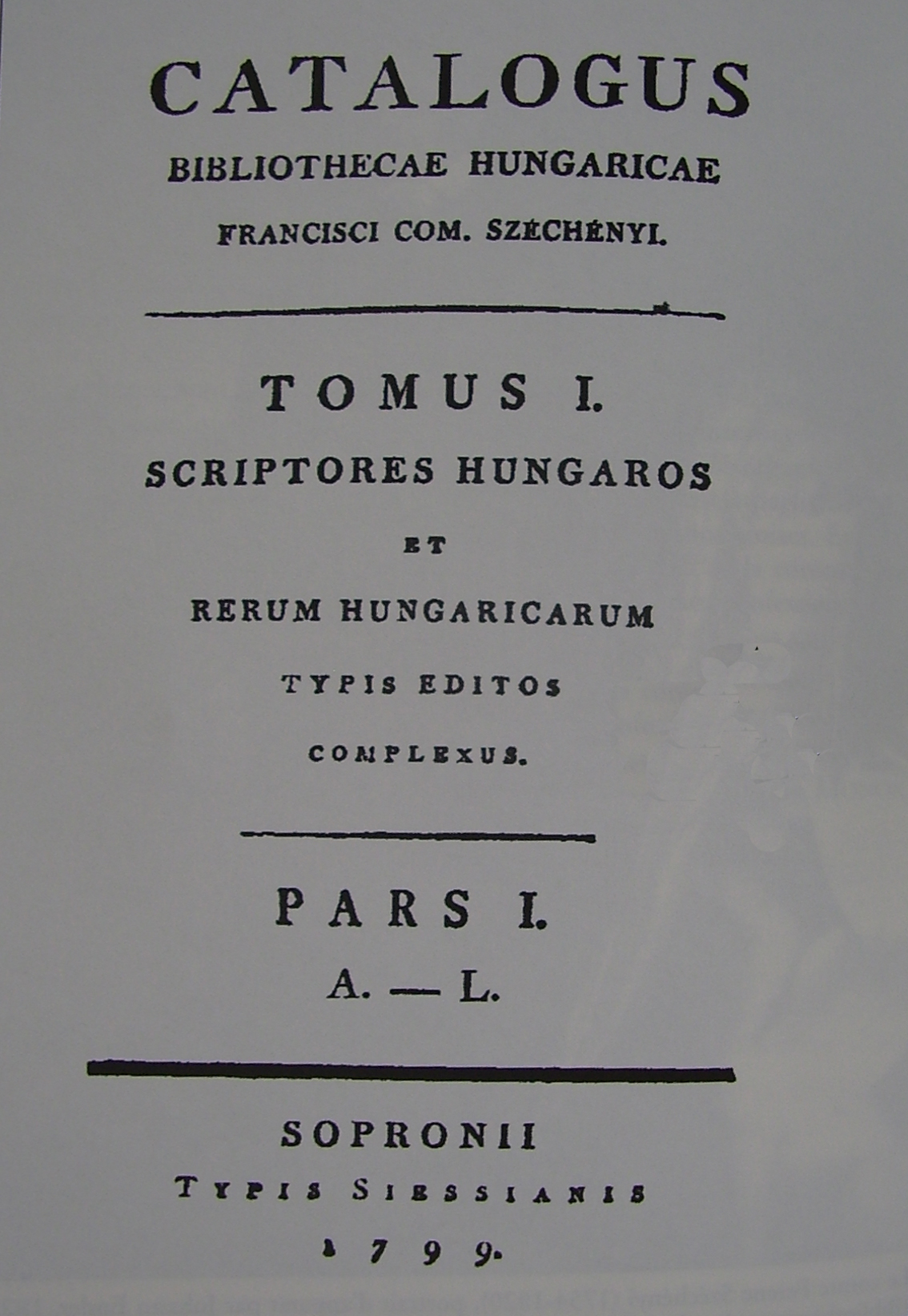
Katalog över Ferenc Széchényis böcker, tryckt 1799.

Han donerade 1802 sina synnerligen omfattande samlingar till Ungerska nationalmuseet. Hans 13 000 tryckta skrifter och 1 200 handskrifter bildade den ursprungliga kärnan i det som till hans ära kallas Széchényi-nationalbiblioteket.

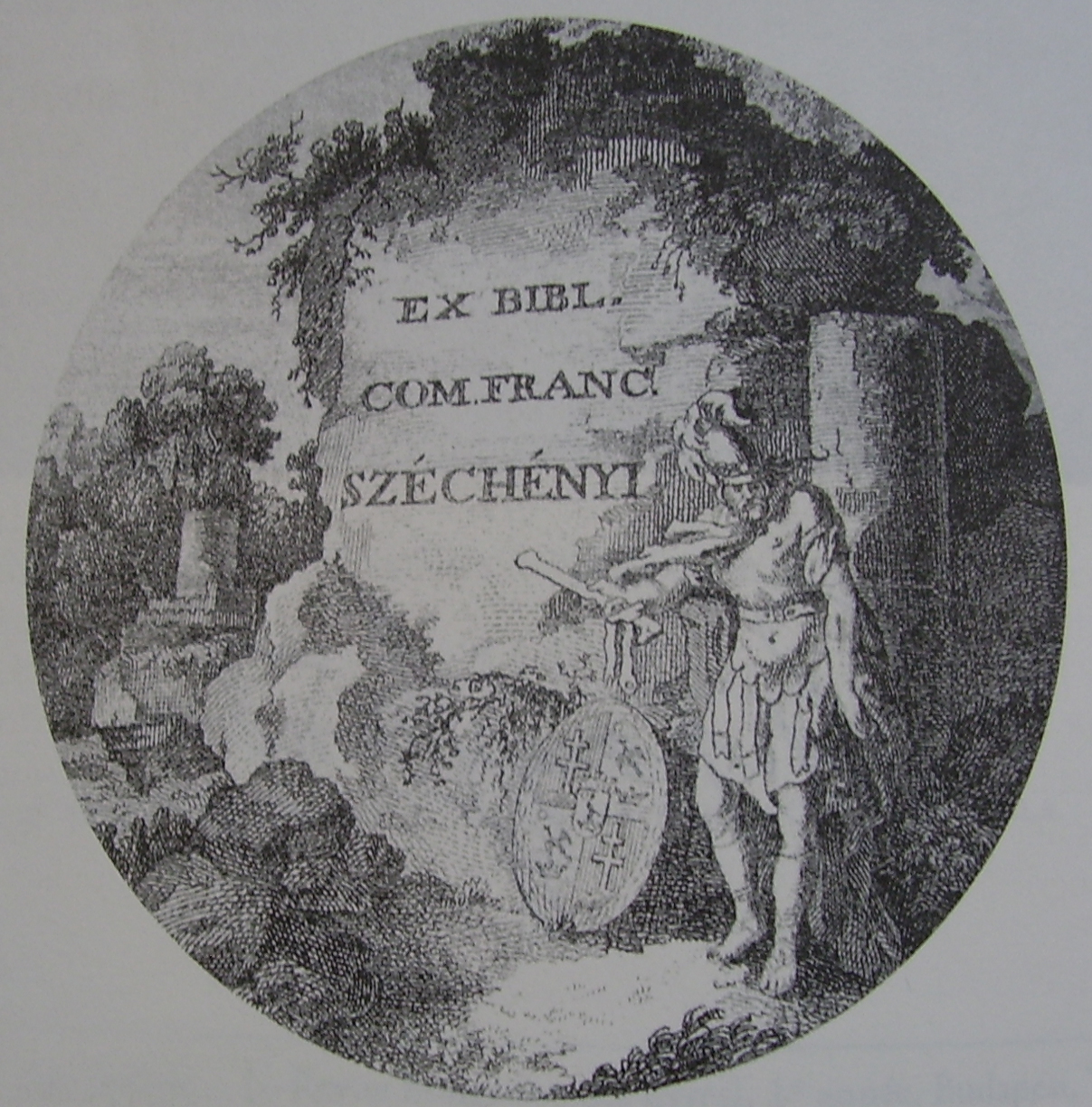
Exlibris för Ferenc Széchényi.